# Toad
Toad (キノピオ Kinopio) er en fiktiv menneskelig svamp i Mario-serien, skabt af Shigeru Miyamoto. Toad bor i Svamperiget og er en af Princess Peachs mest loyale undersåtter, der konstant arbejder for hende. Toad ses som regel i form af en NPC, der giver assistance til Mario og hans venner. Der er dog tidspunkter, hvor Toad er spilbar, hvilket ses i blandt andet Super Mario Bros. 2 og Wario's Woods.
| Spilfigurer | Spire Denne spilfigur-relaterede artikel er en spire som bør udbygges. Du er velkommen til at hjælpe Wikipedia ved at udvide den. |

1. ↑  Navnet er anført på engelsk og stammer fra Wikidata hvor navnet endnu ikke findes på dansk.
2. ↑  Navnet er anført på engelsk og stammer fra Wikidata hvor navnet endnu ikke findes på dansk.